# Wspomnienie (album zespołu Akcent)
Wspomnienie – dwunasty album studyjny zespołu Akcent, wydany w 1999 roku przez firmę fonograficzną Green Star na płycie i kasecie.
Album zawiera 9 utworów premierowych, oraz 5 znanych z wcześniejszych wydawnictw zespołu, które zostały nagrane w nowych aranżacjach. Album ten był także jubileuszowym wydawnictwem, z okazji dziesięciolecia działalności grupy na rynku muzycznym. W trakcie pracy nad materiałem nastąpiła zmiana w składzie zespołu - Mariusza Anikieja zastąpił Artur Boroń.
Do utworów: „Lato jest po to by kochać”, „Wspomnienie” i „Pada deszcz” nakręcono teledyski, które były emitowane m.in. w TV Polsat.

## Lista utworów
1. „Pada deszcz” (muz. Zenon Martyniuk, sł. Marzanna Zrajkowska)
2. „Jeszcze poczekajmy” (muz. Zenon Martyniuk, sł. Marzanna Zrajkowska)
3. „Pszczółka Maja” (muz. i sł. Marek Małysa)
4. „Rozmowa dwóch serc” (oraz Kolor; muz. Zenon Martyniuk, sł. Marzanna Zrajkowska)
5. „Dajcie mi gitarę” (muz. i sł. Zenon Martyniuk)
6. „Jeśli kochasz” (muz. Zenon Martyniuk, sł. Marzanna Zrajkowska)
7. „Mała o,o !” (muz. i sł. Zenon Martyniuk)
8. „Mercedesy” (muz. i sł. Zenon Martyniuk)
9. „Iwona” (muz. i sł. Zenon Martyniuk)
10. „Noce i dnie” (muz. Zenon Martyniuk, sł. Marzanna Zrajkowska)
11. „Wspomnienie” (muz. i sł. Zenon Martyniuk)
12. „To moja dziewczyna” (muz. Zenon Martyniuk, sł. Marzanna Zrajkowska)
13. „Nastroje we dwoje” (muz. Zenon Martyniuk, sł. Marzanna Zrajkowska)
14. „Lato jest po to by kochać” (muz. i sł. Zbigniew Gniewaszewski)

## Lista utworów (kaseta magnetofonowa)
Strona A
1. „Pada deszcz” (muz. Zenon Martyniuk, sł. Marzanna Zrajkowska)
2. „Jeszcze poczekajmy” (muz. Zenon Martyniuk, sł. Marzanna Zrajkowska)
3. „Pszczółka Maja” (muz. i sł. Marek Małysa)
4. „Rozmowa dwóch serc” (oraz Kolor; muz. Zenon Martyniuk, sł. Marzanna Zrajkowska)
5. „Dajcie mi gitarę” (muz. i sł. Zenon Martyniuk)
6. „Jeśli kochasz” (muz. Zenon Martyniuk, sł. Marzanna Zrajkowska)
7. „Mała o,o !” (muz. i sł. Zenon Martyniuk)

Strona B
1. „Mercedesy” (muz. i sł. Zenon Martyniuk)
2. „Iwona” (muz. i sł. Zenon Martyniuk)
3. „Noce i dnie” (muz. Zenon Martyniuk, sł. Marzanna Zrajkowska)
4. „Wspomnienie” (muz. i sł. Zenon Martyniuk)
5. „To moja dziewczyna” (muz. Zenon Martyniuk, sł. Marzanna Zrajkowska)
6. „Nastroje we dwoje” (muz. Zenon Martyniuk, sł. Marzanna Zrajkowska)
7. „Lato jest po to by kochać” (muz. i sł. Zbigniew Gniewaszewski)

- Aranżacje utworów: Marek Zrajkowski i Ernest Sienkiewicz

## Skład zespołu
- Zenon Martyniuk – vocal, gitara
- Artur Boroń – instrumenty klawiszowe